# Lalla Rami
Pour les articles homonymes, voir Rami (homonymie).
Lalla Rami, née à Kenitra (Maroc), est une chanteuse rappeuse marocaine de la scène musicale française.

## Biographie
Née à Kénitra, Lalla Rami grandit en écoutant du chaâbi, du rap US, des artistes comme Oum Kalthoum, Beyoncé, Whitney Houston et Nicki Minaj, admirant aussi l'art des shikhāt – un répertoire qui se répercute dans les textes de ses chansons où se mêlent la darija, l'anglais et le français. Elle déménage de Rabat à Paris vers 2019 et rencontre bientôt ses beatmakers DJ KennyBoy, Sébastien Boumati et BuldozBeats avec lesquels elle enregistre des dizaines de titres.
Après être apparue en featuring dans SMTH de Janis, son premier single est Inchallah en 2022. Elle affirme que son ambition de chanteuse, son identité de femme trans, son islam et sa nationalité marocaine dont elle est fière sont liées. Comme le note Daniel Nabil Maroun de l'Université de l'Illinois à Urbana-Champaign, Lalla Rami, au micro du podcast Jins, explique qu'elle refuse en même temps d'être enfermée dans des identités et que sa musique est universelle.

## Discographie

### Singles
- Inchallah, 2021
- Aïcha Candyshop, 2024
- LR RN, 2025
- Malika, 2025

## Interviews
- (en) Lalla Rami, interview par Ayyur; Giulia Frigieri, Leila Nour Johnson, Nawal, Pablo Esconails, Inès, Pangea, When Intimacy Is Political: a Discussion With Rapper Lalla Rami, Ya Leil Ya Eyein, My Kali Magazine, 22 mars 2022
- Lalla Rami, interview par Alice Pfeiffer et Manon Renault, Lalla Rami : “Je suis ce que vous voulez que je sois, puisque c’est vous qui me regardez”, Où est le cool, Les Inrockuptibles, 19 avril 2022
- Lalla Rami, interview par Maryame Bellahcen, "J'ai toujours su que je voulais faire de la musique et que ça allait être un vecteur pour m'exprimer" : Lalla Rami, l'étoile montante de la scène musicale parisienne, Rédaction culture, France Info, 28 juillet 2024